# Episodi di Kung Fu Panda - Le zampe del destino (seconda stagione)
La seconda e ultima stagione della serie animata Kung Fu Panda - Le zampe del destino è stata pubblicata per la prima volta a livello mondiale sulla piattaforma Prime Video il 5 luglio 2019.
| Nº | Nº | Titolo originale               | Titolo italiano                          | Pubblicazione USA | Pubblicazione Italia |
| -- | -- | ------------------------------ | ---------------------------------------- | ----------------- | -------------------- |
| 14 | 1  | Journey to the East            | Viaggio verso est                        | 4 luglio 2019     | 4 luglio 2019        |
| 15 | 2  | Curse of the Monkey King       | La maledizione del Re delle Scimmie      | 4 luglio 2019     | 4 luglio 2019        |
| 16 | 3  | A Game of Fists                | Gioco di pugni                           | 4 luglio 2019     | 4 luglio 2019        |
| 17 | 4  | The Beast of the Wasteland     | La bestia della terra desolata           | 4 luglio 2019     | 4 luglio 2019        |
| 18 | 5  | Danger in the Forbidden City   | Pericolo nella città proibita            | 4 luglio 2019     | 4 luglio 2019        |
| 19 | 6  | The Battle(s) of Gongmen Bay   | Le battaglie della Baia di Gongmen       | 4 luglio 2019     | 4 luglio 2019        |
| 20 | 7  | Gongmen City Hustle            | Truffa nella città di Gongmen            | 4 luglio 2019     | 4 luglio 2019        |
| 21 | 8  | Night of the White Bone Demon  | La notte della Demone dalle Ossa Bianche | 4 luglio 2019     | 4 luglio 2019        |
| 22 | 9  | Rise of the Empress            | L'ascesa dell'imperatrice                | 4 luglio 2019     | 4 luglio 2019        |
| 23 | 10 | Bridge Over Troubled Lava      | Un ponte sulla lava turbolenta           | 4 luglio 2019     | 4 luglio 2019        |
| 24 | 11 | House of Flying Pandas         | La casa dei panda volanti                | 4 luglio 2019     | 4 luglio 2019        |
| 25 | 12 | Coronation of the Iron Goddess | L'incoronazione della Dea di Ferro       | 4 luglio 2019     | 4 luglio 2019        |
| 26 | 13 | The Invincible Armor           | La corazza invincibile                   | 4 luglio 2019     | 4 luglio 2019        |